# Pierre Berton
Pierre Francis De Marigny Berton, (n. 12 iulie 1920, Whitehorse, Yukon, Canada – d. 30 noiembrie 2004, Toronto, Ontario, Canada) a fost un scriitor, istoric și jurnalist canadian.